# Herb Marchii Granicznej Poznańsko-Zachodniopruskiej

Herb Marchii Granicznej Poznańsko-Zachodniopruskiej

## Opis
W polu srebrnym czarny orzeł mieczowy Prus Królewskich z tarczą piersiową. Tarcza piersiowa dwudzielna w słup z barwami dawnej prowincji Prus Zachodnich w polu prawym (pasy czarny-srebrny-czarny) i barwami dawnej Prowincji Poznańskiej w polu lewym (pasy srebrny-czarny-srebrny).

## Historia
Herb wprowadzono w 1929 roku.
Autorem herbu był Otfried Neubecker.